# شبه جزيرة ألمينة

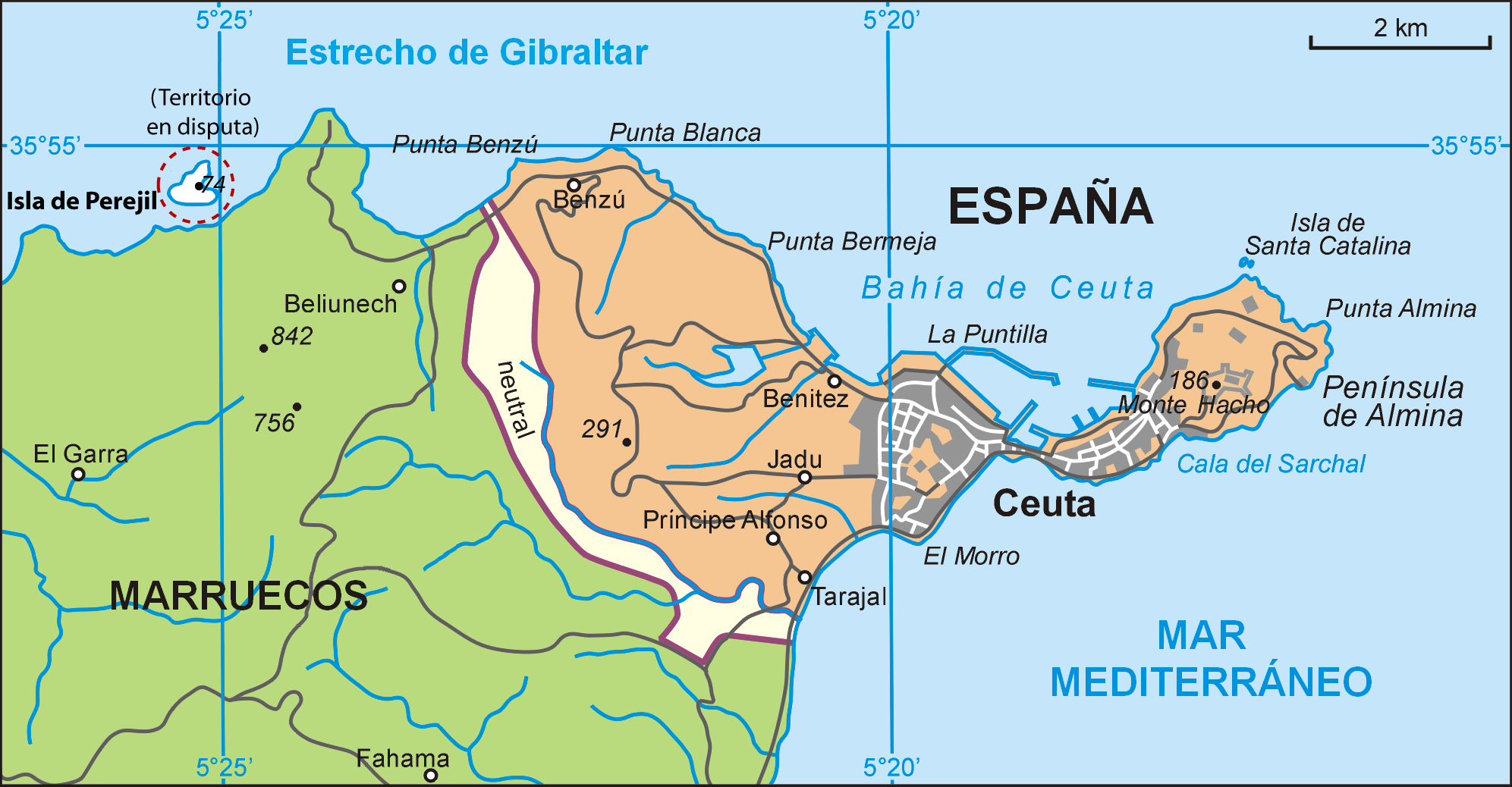
سبتة وشبه جزيرة ألمينة

شبه جزيرة ألمينة هي شبه جزيرة تشكل معظم الجزء الشرقي من مدينة سبتة في إفريقيا. تهيمن عليها قمة جبل هاشو. تحتوي شبه الجزيرة على أقصى نقطة في شرق سبتة ، بونتا ألمينة، وهي متصلة ببقية سبتة بواسطة برزخ بعرض بالكاد يصل الـ100 متر (330 قدم).
تقع جزيرة سانتا كاتالينا الصغيرة قبالة الساحل الشمالي لشبه الجزيرة. 